# 門脇創一
門脇 創一（かどわき そういち、1982年 - ）は、兵庫県小野市黒川町出身の日本の重量挙げ選手。兵庫県立三木東高等学校教諭。

## 人物
兵庫県小野市黒川町出身。小野市立小野中学校在籍時はサッカー部。兵庫県立三木東高等学校26期生として入学し、ウエイトリフティング部に入部し、インターハイ3位・国民体育大会で優勝した。その後、日本大学4年在籍時に地元である小野市の平成18年度スポーツ賞の受賞者になった。2004年アテネオリンピック男子重量挙げ105kg級の日本代表候補となる。大学を卒業後、教師となり、兵庫県立西脇北高等学校勤務。その後、兵庫県立神戸特別支援学校、伊丹市立伊丹高等学校を経て2015年4月1日より再び兵庫県立西脇北高等学校へ異動。2020年4月1日より母校の兵庫県立三木東高等学校に勤務。

## 受賞
- 平成18年度井上増吉賞[4]
- 平成23年度井上増吉賞[5]
- 平成23年度兵庫県スポーツ優秀選手賞[6]

## 主な競技歴
- 2003年 第50回全日本学生個人選手権大会優勝(105kg級)[7]
- 2005年 第60回国民体育大会優勝(成年105kg級)
- 2006年 第61回国民体育大会優勝(成年105kg級)
- 2007年 第62回国民体育大会優勝(成年105kg級)
- 2008年 第63回国民体育大会優勝(成年105kg級)
- 2009年 第64回国民体育大会優勝(成年105kg級)
- 2011年 第66回国民体育大会優勝(成年105kg級)